# Vulgus vult decipi, ergo decipiatur
 Vulgus vult decipi, ergo decipiatur    лат. (изговор: вулгус вулт деципи, ерго деципиатур). Светина жели да буде преварена, па нека и буде преварена. 

## Поријекло изреке
Није извјесно ко је изрекао ову мисао. 

## Другачије речено
Mundus vult decipi лат. (изговор: мундус вулт деципи). Свет жели да буде варан. 

## Значење
Већина појединаца, више вјерује маси. Мишљење масе је аргумент немања сопственог мишљења. Такав пристанак недвосмислено потврђује да свјет жели да буде варан!- Демонстрације, манифестације, фудбалске утакмице...